# Армавирский проезд (Орск)
Армави́рский прое́зд — улица в Ленинском районе города Орска Оренбургской области. Расположена на Втором участке. Названа решением Сталинского райисполкома № 467 от 27 декабря 1951 года именем города Армавир.
Улица начала застраиваться в 1950-х годах. В настоящее время на улице расположено 5 двух- и трёхэтажных кирпичных коммунальных жилых домов.